# Dirty Jobs

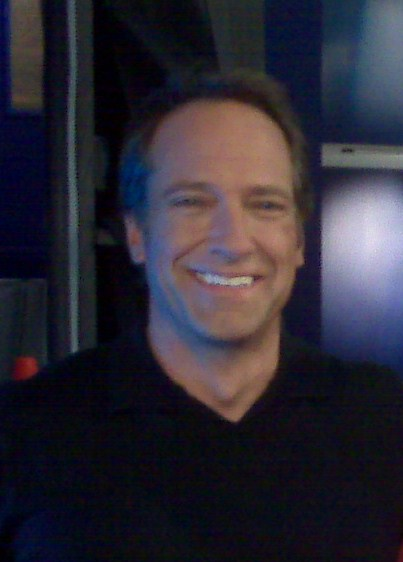
Mike Rowe

Dirty Jobs (auch Dirty Jobs – Arbeit, die keiner machen will) ist eine US-amerikanische Reality-TV-Serie, in der Moderator Mike Rowe Leuten bei ihrer meist anstrengenden, schmutzigen oder ekelhaften Arbeit hilft. Die Premiere der Show erfolgte am 7. November 2003 mit zwei Pilotfolgen. In Deutschland erfolgt die Ausstrahlung auf Discovery Channel und DMAX.
Seit 2007 existiert eine europäische Fassung, die von Peter Schmeichel präsentiert wird.
Am 21. November 2012 gab Mike Rowe in seinem Blog bekannt, dass Dirty Jobs durch den Discovery Channel eingestellt wurde.

## Format
Ein Arbeitnehmer oder ein Team von Arbeitern übernehmen Mike Rowe als voll beteiligten Assistenten für einen typischen Arbeitstag. Er muss hart arbeiten und jede Aufgabe, trotz Beschwerden, Gefahren oder abstoßender Situationen, so gut er kann beenden. Das Dirty-Jobs-Team, bestehend aus Produzent Dave Barsky, den Kameramännern Doug Glover, Troy Paff, Dan Eggiman und dem Audio-Techniker Josh Atkins, wird dabei meistens genauso schmutzig wie Rowe selbst. Rowe macht sich gerne über den Produzenten Dave Barsky lustig, dieser nimmt alles aber mit Humor.

## Anfangssatz
Zu Beginn jeder Folge hört man Mike Rowe einen Satz sagen, während er einen Dirty Job erledigt: „My name's Mike Rowe, and this is my job. I explore the country looking for people who aren't afraid to get dirty – hard-working men and women who earn an honest living doing the kinds of jobs that make civilized life possible for the rest of us. Now, get ready...to get dirty.“ (dt.: „Mein Name ist Mike Rowe und das ist mein Job. Ich stelle ihnen Menschen vor, die in ihren Jobs nicht zimperlich sein dürfen. Sie erledigen für uns die Drecksarbeit, ohne die die zivilisierte Gesellschaft nicht funktionieren würde. Und jetzt...wird's schmutzig!“)

## Geschichte
Die Show entstand aus einem TV-Beitrag namens Somebody's Gotta Do It, den Rowe für einen Lokalsender in San Francisco gedreht hatte. In diesem Beitrag wurde eine Kuh künstlich befruchtet. Rowe erhielt daraufhin eine Flut an Briefen, in denen die Meinungen der Zuschauer laut Rowe zwischen „Schock, Horror, Faszination, Ungläubigkeit und Verwunderung“ schwankten. Daraufhin schickte er ein Band mit der Sendung an den Discovery Channel, der schließlich eine ganze Serie auf Basis des TV-Beitrags in Auftrag gab. Produziert wird die Serie von Craig Piligan und Gena McCarthy. Am Anfang des Jahres 2013 wurde die Serie nach vier Episoden der 8. Staffel eingestellt.
2020 erschien mit Dirty Jobs:Rowe´d Trip ein Spin Off, in welchem die Darsteller einen Rückblick auf ihre Zeit bei Dirty Jobs geben. Im November 2021 wurde von Discovery bekanntgegeben, dass Dirty Jobs nach fast 10 Jahren zurückkommt, und die 9.Staffel mit sechs Episoden erschien Anfang 2022. Ende 2022 erschien die 10.Staffel mit weiteren acht Episoden.

## Episodenliste
| Nummer (gesamt) | Nummer (Staffel) | Originaltitel               | Deutscher Titel       |
| 01              | 01               | Bat Cave Scavenger          |                       |
| 02              | 02               | Worm Dung Farmer            |                       |
| 03              | 03               | Roadkill Cleaner            |                       |
| 04              | 04               | Chinatown Garbage Collector | Müllmann in Chinatown |
| 05              | 05               | Sewer Inspector             | Im Untergrund         |
| 06              | 06               | Pig Farmer                  | Schweinefarmer        |
| 07              | 07               | Chick Sexer                 | Henne oder Hahn?      |
| 08              | 08               | Vexcon                      | Kammerjäger           |
| 09              | 09               | Sludge Cleaner              | Volles Rohr!          |

| Nummer (gesamt) | Nummer (Staffel) | Originaltitel       | Deutscher Titel           |
| 10              | 01               | Hot Tar Roofer      | Auf dem heißen Dach       |
| 11              | 02               | Ostrich Farmer      | Die größten Eier der Welt |
| 12              | 03               | Cheese Maker        | Alles Käse                |
| 13              | 04               | Shrimper            | Auf'm Kutter              |
| 14              | 05               | Bio-Diesel Man      | Biodiesel-Mann            |
| 15              | 06               | Micro-Algae Man     | Im Algenschleim           |
| 16              | 07               | Chimney Sweeper     | Im Schlot                 |
| 17              | 08               | Dirtiest Animals    |                           |
| 18              | 09               | Dirtiest Water Jobs |                           |
| 19              | 10               | Creepy Critters     |                           |
| 20              | 11               | Dirtiest Tools      |                           |
| 21              | 12               | Super Dirty         |                           |

| Nummer (gesamt) | Nummer (Staffel) | Originaltitel           | Deutscher Titel                 |
| 22              | 01               | Avian Vomotologist      | Gewöllegefühle                  |
| 23              | 02               | Turkey Farmer           | Mike lässt Federn               |
| 24              | 03               | Alligator Farmer        | Schmutzige Echsen               |
| 25              | 04               | Mushroom Farmer         | In den Schuhen des Pilzzüchters |
| 26              | 05               | Plumber                 | Abfluss frei!                   |
| 27              | 06               | Termite Controller      | Extermitator                    |
| 28              | 07               | Viewer's Choice Special |                                 |

| Nummer (gesamt) | Nummer (Staffel) | Originaltitel           | Deutscher Titel                           |
| 29              | 01               | Casino Food Recycler    | Schweinische Casinokost                   |
| 30              | 02               | Parade Float Dismantler | Zwischen Miefmuscheln und faulen Früchten |
| 31              | 03               | Garbage Pit Technician  | Müllverbrenner                            |
| 32              | 04               | Skull Cleaner           | Knochenputzer                             |
| 33              | 05               | Geoduck Farmer          | Muschelsucher                             |
| 34              | 06               | Fuel Tank Cleaner       | Im Tank des Grauens                       |
| 35              | 07               | Coal Miner              | Mike sieht schwarz                        |
| 36              | 08               | Hoof Cleaner            | Viele Kühe machen Mühe                    |
| 37              | 09               | Alpaca Shearer          | Lama-Friseur                              |
| 38              | 10               | Monkey Caretaker        | Stress mit der Affenbande                 |
| 39              | 11               | Jobs that Bite          | Haie – Arbeit mit Biss!                   |
| 40              | 12               | Jobs That Bite...Harder |                                           |
| 41              | 13               | 100th Dirty Job Special | 100th Dirty Job Special                   |

| Nummer (gesamt) | Nummer (Staffel) | Originaltitel            | Deutscher Titel              |
| 42              | 01               | Snake Researcher         | Unter Schlangen              |
| 43              | 02               | Penguin Keeper           | Tief im Pinguindreck         |
| 44              | 03               | Bell Maker               | Glockenmacher                |
| 45              | 04               | Mosquito Control Officer | Mosquito Control Officer     |
| 46              | 05               | Bug Breeder              | Maden, Würmer und Kakerlaken |
| 47              | 06               | Poo Pot Maker            | Kuhdungtöpfer                |
| 48              | 07               | Mule Logger              | Holzfällen im Akkord         |
| 49              | 08               | Well Digger              | Die Schlammbohrer            |
| 50              | 09               | Cave Digger              | Höhlengräber                 |
| 51              | 10               | Salt Miner               | In der Salzmine              |
| 52              | 11               | Wine Maker               | Erntehelfer                  |
| 53              | 12               | Steam Ship Cleaner       | Dampfkesselreiniger          |
| 54              | 13               | Really Dirty Animals     |                              |

| Nummer (gesamt) | Nummer (Staffel) | Originaltitel                                 | Deutscher Titel                  |
| 55              | 01               | Billboard Installer                           | Highway Gerüstbauer              |
| 56              | 02               | Snake Wrangler                                | Schlangenbändiger                |
| 57              | 03               | Leather Tanner                                | Bis zu den Knien in Gerbsäure    |
| 58              | 04               | Bridge Painter                                | Brückenmaler                     |
| 59              | 05               | Vomit Island                                  | Vorsicht Vogeldreck              |
| 60              | 06               | Alligator Egg Collector                       | Alligatoreneierdieb              |
| 61              | 07               | Wild Goose Chase (a.k.a. Alaska Bird Swabber) | Wildgansjäger                    |
| 62              | 08               | Special Effects Artist                        | Der Abalonen-Züchter             |
| 63              | 09               | Reef Ball Maker                               | Alaskaner                        |
| 64              | 10               | Exotic Animal Keeper                          | Höhlensucher                     |
| 65              | 11               | Spray Insulation Technician                   | Geruchslabor-Techniker – Eps. 24 |
| 66              | 12               | Big Animal Vet                                | Riesengrill-Schrubber – Eps. 25  |
| 67              | 13               | Steel Mill Worker                             | Am Hochofen                      |
| 68              | 14               | Cave Biologist                                | Schleimaalfänger                 |
| 69              | 15               | Buoy Cleaner                                  | Hochseebojenreiniger             |
| 70              | 16               | Cranberry Farmer                              | Preiselbeerpflücker              |
| 71              | 17               | Mud Mineral Excavator                         | Reisputzer                       |
| 72              | 18               | Dirty Jobs of the Big Apple                   | Wassertanktauscher in NYC        |
| 73              | 19               | Floating Fish Factory (a.k.a Dutch Harbor)    | Fischfabrikschiff-Arbeiter       |
| 74              | 20               | Dairy Cow Midwife                             | Milchkuh-Hebamme                 |
| 75              | 21               | Aerial Tram Greaser                           | Seilbahnkabel-Schmierer          |
| 76              | 22               | Turkey Inseminator                            | Truthahn-Beamer                  |
| 77              | 23               | Ice Salvage Crew                              | Ölteppich-Reiniger               |
| 78              | 24               | Wind Farm Technician                          | Windrad-Dreher                   |
| 79              | 25               | Animal Barber                                 | Pferdekastrator                  |
| 80              | 26               | Dirtiest Machines on the Planet               |                                  |
| 81              | 27               | Creepy, Slimy And Just Plain Weird            |                                  |
| 82              | 28               | Dirty Innovators                              |                                  |
| 83              | 29               | Crew's Cruise                                 |                                  |
| 84              | 30               | 150th Dirty Job Extravaganza                  | 150.Dirty Jobs                   |
| 85              | 31               | Tight Spaces                                  |                                  |
| 86              | 32               | Brown Plate Special                           |                                  |
| 87              | 33               | Brown Before Green                            |                                  |
| 88              | 34               | Greenland Shark Quest                         | Grönland-Ozeanologe              |

| Nummer (gesamt) | Nummer (Staffel) | Originaltitel            | Deutscher Titel                  |
| 89              | 01               | Tar Rigger               | Angeheuert auf der Star of India |
| 90              | 02               | Dirty Chip Maker         | Kartoffelchips-Schäler           |
| 91              | 03               | Sheep Castrator          | Schafskastrator                  |
| 92              | 04               | Leech Trapper            | Blutegel-Trapper                 |
| 93              | 05               | Dirty Presidents         |                                  |
| 94              | 06               | Mannequin Factory        | Wohnmobilputzer                  |
| 95              | 07               | Egg Farm                 | Abwasserrohrschrubber            |
| 96              | 08               | Vellum Maker             | Tierhautwäscher                  |
| 97              | 09               | Maggot Farmer            | Madenzüchter                     |
| 98              | 10               | Gourd Maker              | Seeschlammreiniger               |
| 99              | 11               | Brown Before Green 2     |                                  |
| 100             | 12               | Bologna Maker            | Es geht um die Wurst             |
| 101             | 13               | Abandoned Mine Plugger   | Minenversiegler                  |
| 102             | 14               | Animal Rendering         | Tierkadaver-Beseitiger           |
| 103             | 15               | Goose Down Plucker       | Daunen-Rupfer                    |
| 104             | 16               | Diaper Cleaner           | Windel-Reiniger                  |
| 105             | 17               | Spider Pharm             | Spinnen-Melker                   |
| 106             | 18               | Locomotive Builder       | Lokomotiven-Restaurator          |
| 107             | 19               | 200 Jobs Look-Back       | Jubiläum für Mike                |
| 108             | 20               | Mike's Day Off – Special |                                  |
| 109             | 21               | Sled Dog Breeder         | Schlittenhund-Züchter            |